# SVV in het seizoen 1967/68
Het seizoen 1967/1968 was het 14e jaar in het bestaan van de Schiedamse betaaldvoetbalclub SVV. De club kwam uit in de Eerste divisie en eindigde daarin op de 16e plaats. Tevens deed de club mee aan het toernooi om de KNVB Beker, hierin werd het team in de groepsfase uitgeschakeld.

## Wedstrijdstatistieken

### Eerste divisie
|       | AZ '67 | Blauw-Wit | FC Den Bosch '67 | SC Cambuur | D.F.C. | Eindhoven | Elinkwijk | Haarlem | Heracles | Holland Sport | HVC   | RBC   | RCH   | Velox | Vitesse | De Volewijckers | FC VVV | Willem II |
| ----- | ------ | --------- | ---------------- | ---------- | ------ | --------- | --------- | ------- | -------- | ------------- | ----- | ----- | ----- | ----- | ------- | --------------- | ------ | --------- |
| Thuis | 0 – 1  | 0 – 4     | 1 – 1            | 2 – 3      | 1 – 1  | 3 – 1     | 2 – 3     | 0 – 2   | 2 – 2    | 0 – 3         | 1 – 4 | 1 – 0 | 2 – 2 | 0 – 2 | 3 – 2   | 2 – 1           | 4 – 1  | 1 – 1     |
| Uit   | 2 – 2  | 0 – 0     | 3 – 1            | 4 – 2      | 3 – 0  | 1 – 1     | 3 – 2     | 3 – 1   | 1 – 0    | 5 – 1         | 1 – 2 | 0 – 0 | 3 – 4 | 0 – 0 | 1 – 1   | 0 – 0           | 0 – 0  | 2 – 1     |

### KNVB beker
| Groepsfase                                     | Sparta                                                       | 4 – 0 (3 – 0) | SVV                                                            |
| 31 december 1967 Plaats: Rotterdam Het Kasteel | Jan van der Veen 15', 58' Henk Bosveld 26' Nol Heijerman 31' |               |                                                                |
| Groepsfase                                     | Hermes DVS                                                   | 0 – 4 (0 – 1) | SVV                                                            |
| 25 februari 1968 Plaats: Schiedam Harga        |                                                              |               | 40' Harrie van Gent 60', 85' Ton Vorstenbos 80' Kees van Schie |
| Groepsfase                                     | SVV                                                          | 0 – 3 (0 – 3) | FC Den Bosch '67                                               |
| 24 maart 1968 Plaats: Schiedam Harga           |                                                              |               | 18', 34' Jan Hoefs 21' Wim van de Heuvel                       |

## Statistieken SVV 1967/1968

### Eindstand SVV in de Nederlandse Eerste divisie 1967 / 1968
| Stand | Gespeeld | Gewonnen | Gelijk | Verloren | Punten | Doelpunten voor | Doelpunten tegen |
| ----- | -------- | -------- | ------ | -------- | ------ | --------------- | ---------------- |
| 16e   | 36       | 7        | 13     | 16       | 27     | 43              | 66               |

### Topscorers
| #                    | Naam              | Goal |
| -------------------- | ----------------- | ---- |
| 1.                   | Wout van Meeteren | 18   |
| 2.                   | Hans Hazebroek    | 6    |
| 2.                   | Aad Osterholt     | 6    |
| 4.                   | Wil van Beveren   | 3    |
| 4.                   | Ton Vorstenbos    | 3    |
| 6.                   | Maarten van Beek  | 2    |
| 6.                   | Jan Rijkuiter     | 2    |
| 8.                   | Jan Fels          | 1    |
| Onbekende doelpunten |                   |      |
| –                    | Onbekend          | 2    |
| Totaal               | Totaal            | 43   |

| #      | Naam            | Goal |
| ------ | --------------- | ---- |
| 1.     | Ton Vorstenbos  | 2    |
| 2.     | Harrie van Gent | 1    |
| 2.     | Kees van Schie  | 1    |
| Totaal | Totaal          | 4    |

## Voetnoten
AZ '67 ·
Blauw-Wit ·
Cambuur ·
FC Den Bosch '67 ·
D.F.C. ·
Elinkwijk ·
Eindhoven ·
Haarlem ·
Heracles ·
Holland Sport ·
HVC ·
RBC ·
RCH ·
SVV ·
Velox ·
Vitesse ·
De Volewijckers ·
FC VVV ·
Willem II